# Мера, Херман
Херман Мера Касерес (исп. Germán Mera Cáceres; род. 5 марта 1990 года, Кали, Колумбия) — колумбийский футболист, защитник клуба «Мехелен».

## Клубная карьера
Мера — воспитанник клуба «Депортиво Кали». Для получения игровой практики Херман на правах аренды выступал за клубы низших дивизионов «Кордоба», «Атлетико де ла Сабана» и «Депортиво Пасто». 20 апреля 2011 года в матче против «Депортес Киндио» он дебютировал за «Депортиво Кали» в Кубке Мустанга. В 2013 году Мера на правах аренды перешёл в американский «Колорадо Рэпидз». 2 июня в матче против «Далласа» он дебютировал в MLS.
В начале 2014 года Херман на правах аренды присоединился к «Атлетико Букараманга». 16 февраля в матче против «Унион Магдалена» он дебютировал за новую команду.
Летом того же года, после окончания аренды Мера вернулся в «Депортиво Кали». 23 ноября в матче против «Депортес Толима» Херман забил свой первый гол за клуб. В 2015 году он помог команде выиграть чемпионат. Летом 2016 года Мера перешёл в бельгийский «Брюгге». 20 августа в матче против «Кортрейка» он дебютировал в Жюпиле лиге. В начале 2018 года в поисках игровой практики Мера перешёл в «Мехелен». 20 января в матче против «Зюлте-Варегем» он дебютировал за новый клуб.

## Достижения
Командные
 «Депортиво Кали»
- Чемпионат Колумбии по футболу — Апертура 2015